# Kasal
Kasal è un film del 2014 diretto da Joselito Altarejos.
È stato presentato in anteprima al Directors Showcase durante il 10° Cinemalaya Philippine Independent Film Festival tenutosi nel 2014. Il film ha vinto il premio del miglior film del festival.

## Trama
Paolo e Sherwin sono una coppia gay filippina che sta insieme da tre anni. Nonostante un tradimento commesso da Paolo la coppia ha continuato a vivere la loro storia d'amore seppur con qualche difficoltà. Ma le difficoltà aumentano quando i due vengono invitati a partecipare ad un matrimonio.

## Riconoscimenti
- 2014 - Cinemalaya Independent Film Festival[2]
  - Miglior film
  - Miglior colonna sonora originale
  - Best Production Design
  - Miglior fotografia
- 2015 - Gawad Urian Awards
  - Nomination Miglior attore ad Arnold Reyes